# Площа Мужності (станція метро)
59°59′59″ пн. ш. 30°21′58″ сх. д. / 59.99972° пн. ш. 30.36611° сх. д.
«Площа Мужності» (рос. «Площадь Мужества») — станція Кіровсько-Виборзької лінії Петербурзького метрополітену, розташована  між станціями «Політехнічною» та «Лісовою». 
Відкрита 31 грудня 1975 року у складі ділянки «Лісова»-«Академічна». Названа по розташуванню біля однойменної площі. 

## Технічна характеристика
Конструкція станції — односклепінна глибокого закладення (глибина закладення — 67 м).

## Вестибулі і пересадки
Наземний вестибюль станції виконаний за проектом архітекторів Є. М. Рапопорта, А. Я. Свірського і П. І. Юшканцева. Пізніше до нього було прибудовано будівлю за адресою Політехнічна вулиця , будинок № 17. З наземного вестибюля на вулицю ведуть два виходи: на площу Мужності і у двори Політехнічної вулиці, але вихід у двори на середину 2010-х не використовується для входу-виходу пасажирів.

## Колійний розвиток
Під час т. з. розмиву, у 1995—2004 роках , станція тимчасово була кінцевою для північної ділянки Кіровсько-Виборзької лінії. Для обороту потягів північніше станції тимчасово було споруджено оборотний з'їзд, в якому після відновлення наскрізного руху на лінії розібрали колії. Особливістю станції було те, що на час проведення робіт з ліквідації розмиву потяги прибували і відправлялися з однієї і тієї ж II головної станційної колії.

## Оздоблення
У характері архітектури станції відчувається прагнення авторів надати їй урочисто-героїчне звучання, що відповідає назві і розташуванню. Колійні стіни її, оздоблено сірим мармуром «уфалєй», завершуються вгорі карнизним поясом з анодованого в натуральний колір алюмінію з винесеними на металевих балках-консолях світильниками, стилізованими під чаші Вічного Вогню. Підлога викладена сірим гранітом. Глухий торець станції покритий алюмінієвими листами, його прикрашає підсвічена зсередини (під час розмиву підсвічування не працювала) п'ятипроменева зірка з нержавіючої сталі в оточенні алюмінієвих смужок. У протилежному торці розташована напис: «Слава героям, тебе, Ленінград, що відстояли». У 2005 році проводилася реставрація станції, після якої ескалаторний торець позбувся мармуру і був обшитий металопластиковими панелями.
У 2009-2010 роках проведено переоздоблення колійних стін та ремонтні роботи у верхньому склепінні в зоні кріплення світильників.
Основою композиції вестибюля є компактний прямокутний зал, підвищена частина якого з верхньо-боковим освітленням облицьована білим мармуром. Гроно світильників різноманітної форми звисає зі стелі, створюючи значний пластичний ефект (у 2004 р. оригінальні світильники демонтовані). Поєднання знижених бічних частин залу з підвищеною центральної збагачує об'ємно-просторове рішення інтер'єру.

## Ресурси Інтернету
«Площа Мужності» на metro.vpeterburge.ru [Архівовано 22 лютого 2014 у Wayback Machine.](рос.)